# ジェイソン・スペヴァック
ジェイソン・スペヴァック（Jason Spevack、1997年7月4日 - ）は、カナダの俳優。

## 出演作品
- ヘンリー・アンド・ザ・ファミリー
- ラモーナのおきて
- サンシャイン・クリーニング（オスカー・ローコウスキ）
- アメリカン・ガール／モリーの友情
- ミッシング ～サイキック捜査官～ シーズン3
- 2番目のキス（ベン（少年時代））
- デックスの恐竜図鑑